# Luftphoto-Verlagsgesellschaft

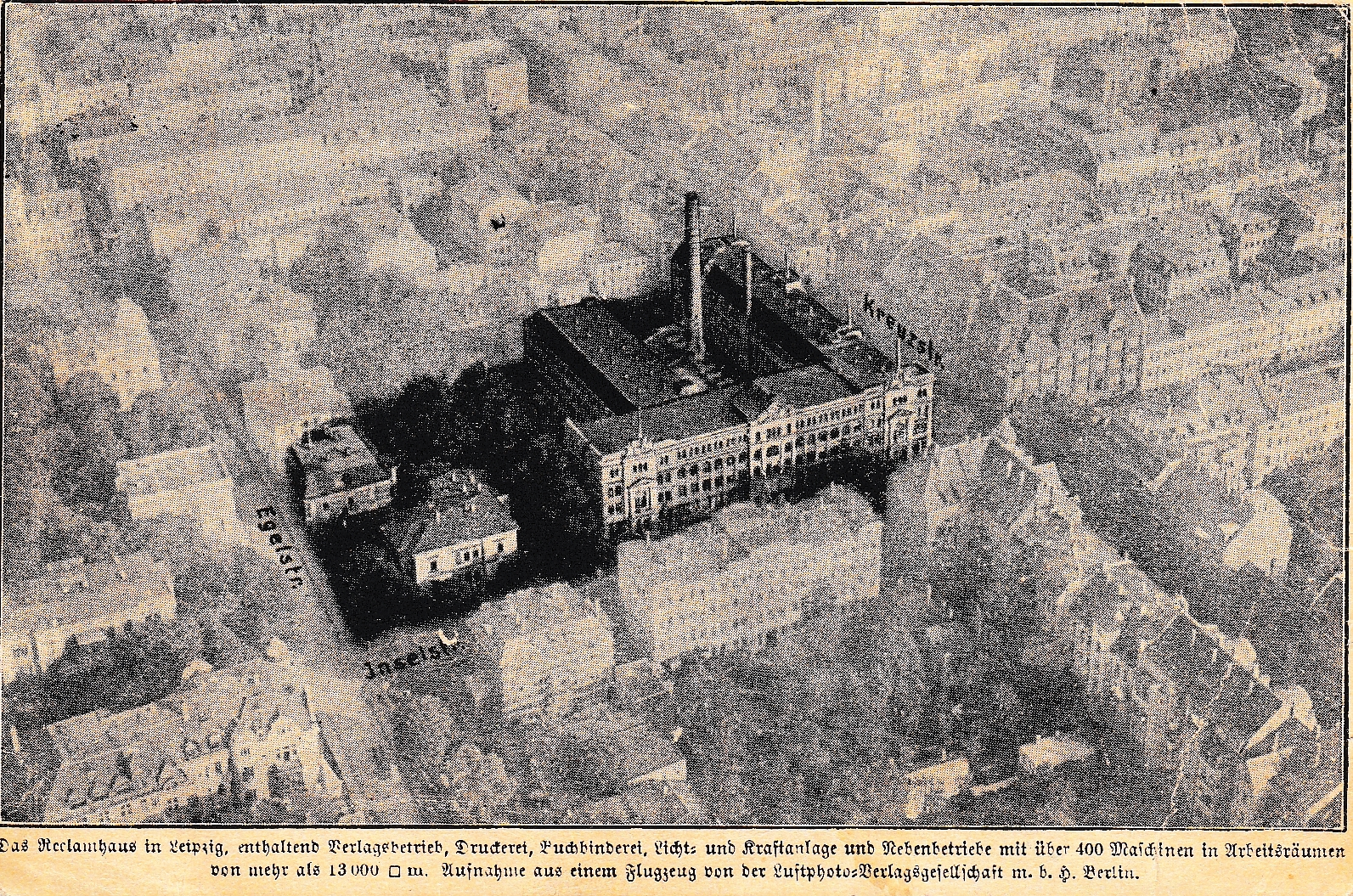
Ansichtskarte „Das Reclamhaus in Leipzig ...“, 1926 von Hans Emil Reclam versandt; Reclam-Museum

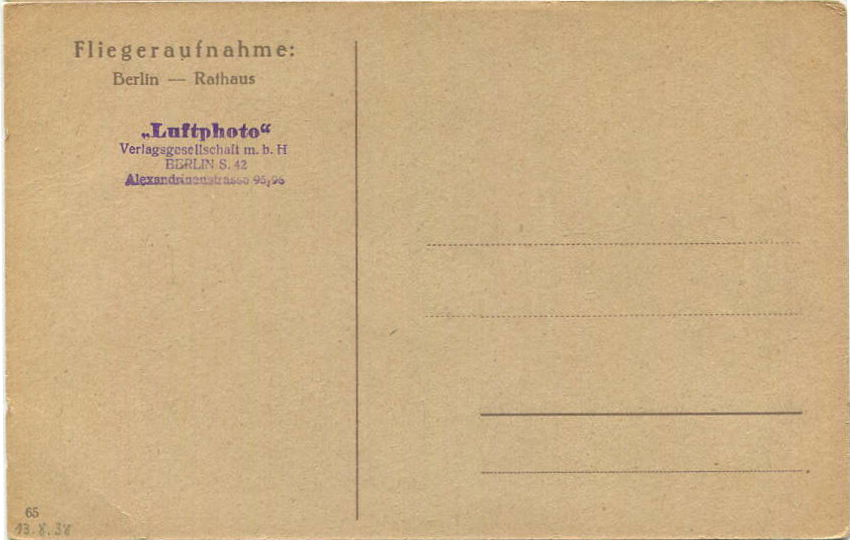
Revers der Nummer 65 mit Stempel der „Luftphoto“, Adresse Alexandrinenstraße 95, 96: „Fliegeraufnahme: Berlin - Rathaus“

Die Luftphoto-Verlagsgesellschaft mbH war ein zu Beginn der Weimarer Republik in Berlin gegründeter Verlag von Luftbildaufnahmen. Das Unternehmen war auf die Herstellung von Bromsilber-Wiedergaben auf Ansichtskarten oder Kunstblätter nach Fliegeraufnahmen sowie Fotos aller Art spezialisiert. Anfang November 1921 übersiedelte die Firma zwecks Vergrößerung mit ihren Fabrikeinrichtungen von der Berliner Straße 32 in Berlin-Neukölln in die Behringstraße 50 in Berlin-Baumschulenweg.